# Riker Hylton
Riker Hylton (Jamaica, 13 de diciembre de 1988) es un atleta jamaicanao, especialista en la prueba de relevos 4x400 m, con la que llegó a ser medallista de bronce mundial en 2011.

## Carrera deportiva
En el Mundial de Daegu 2011 gana la medalla de bronce en los relevos de 4x400 metros, haciendo un tiempo de 3:00.10, por detrás de Estados Unidos y Sudáfrica, y siendo sus compañeros de equipo: Jermaine Gonzales, Allodin Fothergill y Leford Green.